# Tizenöt magyar parasztdal
A Tizenöt magyar parasztdal Bartók Béla műve zongorára (Sz. 71, BB 79).
A mű az 1914-1918 közötti gyűjtések összegezése: a gyűjtött dalokat kísérettel ellátva zongorára dolgozta ki. A sorozat keletkezésének pontos dátumáról Bartók nem tájékoztat. Magát a művet négy alrészre bontotta.

## Szakaszok

### Négy régi keserves ének
1. Rubato (Megkötöm lovamat)
2. Andante (Kit virágot rózsám adott)
3. Poco rubato (Aj, meg kell a búzának érni)
4. Andante (Kék nefelejcs ráhajlott a vállamra)

### Scherzo
1. Allegro (Feleségem olyan tiszta)

### Ballada (tema con variazioni)
1. Andante (Angoli Borbála). A Békés megyei Vésztőn gyűjtött dallamról Bartók külön említést tesz egyik, feleségéhez írott levelében: „…megharmonizáltam 7 magy. dalt a gyűjtésből, többek között Ökrös Róza híres Angoli Borbáláját is. Ajánlom, hallgasd meg tőle, mert ilyen magyarul és még hozzá az Alföld kellős közepén, és még hozzá 7/8 taktusban hallani valóságos szenzáció…” (1917. augusztus végén. Idézi: Ujfalussy József, a Bartók breviárium 230. lapján). A ballada kezdetének szövege:

```
Angoli Borbála kis szoknyát varratott,
Elül kurtábbodott, hátul hosszabbodott.
Elül kurtábbodott, hátul hosszabbodott,
Szép karcsu dereka egyre vastagodott.
„Lányom, lányom, lányom Angoli Borbála,
Mi dolog lehet a': kerekaljú ruha
Elül kurtábbodik, hátul hosszabbodik,
Szép karcsu derekad egyre vastagodik?
„Szabó nem jól szabta, varró nem jól varrta,
Ez a szobaleány reám nem jól adta."
```

### Régi táncdalok
1. Allegro (Arra gyere, amőrre én)
2. Allegretto (Fölmentem a szilvafára)
3. Allegretto (Erre kakas, erre tyúk)
4. L'istesso tempo (Zöld erdőben a prücsök)
5. Assai moderato (Nem vagy legény)
6. Allegretto (Beteg asszony, fáradt legény)
7. Poco più vivo (Sári lovam a fakó)
8. Allegro (Ësszegyűltek, ësszegyűltek az izsapi lányok)
9. Allegro. Ezt a szöveg nélküli dallamot eredetileg dudán adták elő.

A sorozat 6., 7-12., 14. és 15. számát Bartók utóbb meghangszerelte és Magyar parasztdalok címen adta közre (1933).

## Autográf anyagok
- Fogalmazvány:

1. (1914-es réteg) 2., 4., 7–15, szám, BB 80a, és 3 kiadatlan darab.
2. (1918-as réteg) 1., 3., 5–6. szám, BB 80b/II–III, és 3 kiadatlan darab (a fogalmazvány egész kézirat-együttese: A. Fassett, ®. Bartók Péter magángyűjteményében: 34PS1).

- Az Universal Edition 6370 elsőkiadás (1920) metszőpéldánya, Ziegler Márta másolata Bartók javításaival: 1–4. szám (és BB 80a, a tervezett „1. szám”), „5–6.” szám (kihagyott darabok), 7–15. szám, 5–6. szám (Bartók Péter gyűjteménye: 34PFC1).
- Másolat: BB 80a, 3., 2. szám és „6.” szám, Márta kópiája (Bartók Péter gyűjteménye: 34PFC2).